# Легницька середня школа №4
Комплекс загальноосвітніх шкіл №4 імені Богдана-Ігора Антонича в Лігниці (пол. Zespół Szkół Ogólnokształcących nr 4 w Legnicy im. Bohdana Ihora Antonycza) — заклад загальної освіти з українською мовою викладання в Легниці, Польща.

## Історія
Школа заснована у 1957 році у Злоториї. У 1960 році переведена до Легниці.
З 1993 року знаходилася на вулиці Панцерній в Легниці, яка в 2009 році перейменована на вулицю Тараса Шевченка. До 1991 року будівля школи перебувала у власності Північної групи військ, а до 1945 року була місцем базування приватної німецької молодшої середньої школи.
Школа є найстарішим польським середнім навчальним закладом свого профілю.
Носить ім'я українського поета Богдана-Ігора Антонича.

## Відомі випускники
- Роман Дрозд
- Петро Тима
- Володимир Мокрий
- Стефанія Лайкош
- Марко Сирник
- Мирослав Чех
- Ігор Галагіда
- Володимир (Ющак)
- Ігор Гербут
- Теодозій Янків